# Georges Canguilhem
Georges Canguilhem (Castelnaudary, 4 de junho de 1904 – Marly-le-Roi, 11 de setembro de 1995) foi um filósofo e médico francês. Especialista em epistemologia e história da ciência, publicou obras importantes sobre a constituição da biologia como ciência, sobre medicina, psicologia, ideologias científicas e ética, notadamente Le normal et le pathologique e La connaissance de la vie. Discípulo de Gaston Bachelard, inscreve-se na tradição da epistemologia histórica francesa e terá uma notável influência sobre Michel Foucault. 
Sua tese principal é de que a vida não pode ser deduzida a partir de leis físico-químicas, ou seja, é preciso partir do próprio ser vivo para compreender a vida. Assim, o objeto de estudo da biologia é irredutível à análise e a decomposição lógico-matemática.

## Biografia
Georges Canguilhem nasceu no dia 4 de junho de 1904 em Castelnaudary, vilarejo situado no sudoeste da França. Descendente de uma família camponesa, Canguilhem fez o ensino básico com excelente desempenho escolar, antes de prosseguir seus estudos, no prestigioso Liceu Henri IV em Paris, onde fez seu curso preparatório para a École Normale Supérieure (ENS), em 1921. Nesse curso preparatório, "reinava" Émile-Auguste Chartier (1868-1951), mais conhecido sob o pseudônimo de Alain, filósofo engajado nas causas humanitárias e pacifistas. Alain influenciou profundamente Canguilhem com sua "filosofia da ação, assumidamente voltairiana e fundamentada no primado da liberdade, da consciência e da razão".
Seguidor fervoroso de Alain, o jovem Canguilhem ingressou na ENS em 1924, fazendo parte da mesma turma que Jean-Paul Sartre, Raymond Aron, Daniel Lagache e Paul Nizan, que viriam a ser grandes expoentes da intelectualidade francesa. Dois anos mais tarde, transferiu seu diploma de estudos superiores para a Sorbonne e escolheu como tema de seu trabalho de conclusão em filosofia A teoria da ordem e do progresso em Augusto Comte. Em 1927, ingressou no Doutorado em Filosofia e começou a publicar artigos, sob o pseudônimo de C. G. Bernard, no Libres Propos, jornal filosófico e político criado por Alain. "Pacifista ardoroso, Canguilhem situou-se de imediato na vanguarda da contestação dos normalianos contra a ordem estabelecida". Em função da montagem de uma peça de teatro com um colega, na qual satirizava o diretor da ENS, Canguilhem foi acusado de propaganda revolucionária pelo Ministério da Guerra. No ano seguinte, em decorrência de um protesto contra a obrigação do serviço militar, Canguilhem foi recrutado e serviu por dezoito meses com a patente de cabo, o que o obrigou a adiar sua formatura.
No início da década de 1930 foi nomeado para Charleville e, mesmo com o declínio progressivo do pacifismo alainiano, Canguilhem continuou manifestando sua ligação com as ideias de seu mestre, chegando a se declarar hostil a toda forma de poder instituído. Tanto que, com a tomada do poder por Hitler, em 1934, aderiu ao Comitê de Vigilância dos Intelectuais Antifascistas (CVIA), organização política francesa fundada naquele mesmo ano.
Após lecionar em diversos liceus da França, Canguilhem foi nomeado, em 1936, para Toulouse, assumindo a função daquele que havia sido seu mestre, Alain. E foi nessa época que iniciou seus estudos de medicina. Os motivos para tal empreitada passam, segundo Roudinesco, por uma certa decepção com a filosofia, mas, acima de tudo, por uma necessidade de confrontar-se "com uma experiência concreta, um ‘campo’, uma disciplina que, sem ser científica, permitisse dar corpo e vida à reflexão conceitual". A medicina, "abandonada há um século pela filosofia, fosse porque não fazia parte das ciências ditas ‘nobres’, como a matemática ou a física, fosse porque se aproximara da biologia, esta própria ignorada pela filosofia (…) podia se tornar, para o jovem filósofo, o centro de uma nova forma de racionalidade".
Em 1939, atento à iminência de uma guerra de grandes proporções, Canguilhem escreve, em parceria com seu colega Camille Planet, o Traité de logique et de morale, obra na qual abandona o ideal pacifista de sua juventude. Nessa obra, instigava o leitor a se posicionar com relação à guerra, escolhendo claramente entre sua aceitação e seu enfrentamento. No ano seguinte, com a derrota militar da França – humilhação inaceitável para ele – e a ocupação de sua universidade por militares, Canguilhem escolhe seu lado no conflito. Inicialmente pede licença de Toulouse, alegando não ter feito o concurso de filosofia "para ensinar Trabalho, Família e Pátria". A seguir, em 1941, aceita o convite de suceder um professor na Universidade de Estrasburgo, ao mesmo tempo em que inicia sua participação nas ações de um grupo de resistência organizado na região, o Libération. 
NNa mesma época, influenciado pela teoria organísmica do neurologista e psiquiatra Kurt Goldstein (1878-1965), Canguilhem escreve sua tese de doutorado em medicina sobre o normal e o patológico, defendida em julho de 1943 — portanto, em plena II Guerra Mundial. Publicada no mesmo ano, a tese tornou-se sua obra mais célebre e é referência até hoje, sobre o assunto.
Paralelamente ao seu trabalho de ensino e pesquisa e à redação de sua tese, Canguilhem, com o codinome de Lafont, colaborou com o já referido grupo de resistência, atuando, inclusive, como médico nos maquis de Auvergne. Segundo Roudinesco, Canguilhem "foi médico apenas na guerra e pela guerra: um médico de urgência, dos ferimentos e carnificinas, um médico do presente e do instante, do acontecimento e do trauma. Nunca mais voltaria a praticar; por sinal recusou-se a se inscrever no Conselho de Medicina”. Em 1944, com o fim da ocupação da França pela Alemanha, Canguilhem foi condecorado com a Cruz Militar e com Medalha da Resistência, por sua atuação nos maquis.
Posteriormente, em 1948, assumiu o prestigioso título de Inspecteur Général de Philosophie da Université de Strasbourg, permanecendo no cargo até 1955, ano em que defendeu sua tese de doutorado em filosofia sobre o conceito de reflexo. No mesmo ano, foi nomeado professor da Sorbonne e assumiu a direção do Institut d'histoire des sciences et des techniques de l'Université de Paris, posto que havia sido ocupado por Gaston Bachelard até sua morte. Canguilhem permanece no cargo até 1971, quando inicia uma ativa carreira de docente emérito. Em 1983 é agraciado com a Medalha de Sarton, pelo mesmo instituto, e, em 1987, com a medalha de ouro do Centre National de la Recherche Scientifique (CNRS). 
Georges Canguilhem morreu em Marly-le-Roy, em 1995, aos 91 anos, deixando uma vasta e importante obra que influenciou várias gerações de pensadores franceses. 

## Pensamento
Canguilhem foi um filósofo atípico. Lutou não apenas com palavras, indo efetivamente à campo para defender seus ideais. Lutou pela liberdade e contra toda forma de dominação do homem. Foi um herói da Resistência, um "filósofo na tormenta", na expressão de Elisabeth Roudinesco, e todo esse engajamento se refletiu em seus escritos. Conforme aponta Roudinesco, "o conjunto da obra canguilhemiana carrega o vestígio desse encontro inicial entre uma filosofia do conceito e uma filosofia do engajamento" (2007, p. 49). Para ela, Canguilhem foi um filósofo da rebelião conceitual: “tinha horror a qualquer abordagem do homem que visasse reduzir o espírito a uma coisa, a psique a um determinismo fisiológico, o pensamento a um reflexo, em suma, o homem a um inseto”. 
Foucault, orientando de Canguilhem em sua tese de doutorado (que deu origem a sua obra História da loucura na Idade Clássica) escreveu o seguinte sobre o mestre: 
"Suprimam Canguilhem e vocês não compreenderão mais grande coisa de toda uma série de discussões que ocorreram entre os marxistas franceses: vocês não mais apreenderão o que há de específico em sociólogos como Bourdieu, Castel, Passeron, e o que os marca tão intensamente no campo da sociologia; vocês negligenciarão todo um aspecto do trabalho teórico feito pelos psicanalistas, especialmente os lacanianos. Mais: em todo o debate de idéias que precedeu ou sucedeu o movimento de 1968, é fácil reencontrar o lugar daqueles que direta ou indiretamente, haviam sido formados por Canguilhem".

## Obra
As principais obras de Canguilhem, além de O normal e o patológico são: La connaissance da vie (1952); La formation du concept de réflexe aux XVIIe et XVIIIe siècles (1955); Études d'histoire et de philosophie des sciences concernant les vivants et a vie (1968) e Idéologie et rationalité dans l'histoire des sciences de la vie (1977). No Brasil, as obras de Canguilhem publicadas são O normal e o patológico, 'O conhecimento da vida e Estudos de história e filosofia das ciências, pela editora Forense Universitária, além de uma pequena coletânea de textos intitulada Escritos sobre medicina.

## Principais trabalhos publicados
- Essai sur quelques problèmes concernant le normal et le pathologique (1943); reeditado sob o título Le Normal et le Pathologique, acrescido de Nouvelles Réflexions concernant le normal et le pathologique (1966), 9ème. réed. PUF/Quadrige, Paris, 2005 ISBN 2130549586.
- La connaissance de la vie (1952), reedição revista e aumentada Vrin, Paris, 1965 e 1992 ISBN 2711611329.
- La Formation du concept de réflexe aux XVIIème. et XVIIIème. siècles, PUF, Paris, 1955.
- Com Georges Lapassade, Jean Piquerol, Jacques Ulmann, Du développement à l’évolution au XIXème siècle (1962), Paris, PUF/Quadrige, 2003 ISBN 2130538355.
- Études d'histoire et de philosophie des sciences concernant les vivants et la vie (1968) 7ème. réed. Vrin, Paris, 1990 ISBN|2711601080.
- « Le Cerveau et la Pensée » (1980), in G. Canguilhem, philosophe, historien des sciences, 1992, p. 11 à 33 ISBN 2226062017
- « Vie » et « Régulation » articles de l’Encyclopaedia Universalis (1974), 2ème. éd., Paris, 1989.
- Idéologie et rationalité dans l'histoire des sciences de la vie (1977) ed. aumentada Vrin, Paris, 2000.
- La Santé, concept vulgaire et question philosophique (1988), Sables, Pin-Balma, 1990 ISBN 2907530348.
- Raymond Aron et la philosophie critique de l’histoire: De Hegel à Weber, conferência de 1989, publicada na revista Enquête - Max Weber, nº 7, 1992
- Vie et mort de Jean Cavaillès, Éd. Allia, 1998 ISBN 2911188179
- Écrits sur la médecine, Éd. du Seuil, Coll. « Champ freudien », 2002 ISBN 2020551705
- Œuvres complètes Tome I : Écrits philosophiques et politiques (1926-1939). Paris: Vrin, 2011.
- Œuvres complètes Tome II : Écrits de médecine et de philosophie (Les thèses). Paris: Vrin, 2021.
- Œuvres complètes Tome III : Écrits d’histoire des sciences et d’épistémologie. Paris: Vrin, 2019.
- Œuvres complètes Tome IV : Résistance, philosophie biologique et histoire des sciences (1940-1965). Paris: Vrin, 2015.
- Œuvres complètes Tome V : Histoire des sciences, épistémologie, commémorations (1966-1995). Paris: Vrin, 2018.
- Œuvres complètes Tome VI : Écrits philosophiques complémentaires, conférences publiques, lettres choisies. Paris: Vrin, 2025.

### Obras traduzidas em português
- O normal e o patológico. 7ª edição. Rio de Janeiro: Forense Universitária, 2011.
- Escritos sobre medicina. Rio de Janeiro: Forense Universitária, 2005.
- O conhecimento da vida. Rio de Janeiro: Forense Universitária, 2012.
- Estudos de história e de filosofia das ciências concernentes aos vivos e à vida. Forense Universitária, 2012.
- Ideologia e racionalidade nas ciências da vida. Lisboa: Edições 70, 1977.
- A formação do conceito de reflexo nos séculos XVII e XVIII. São Paulo: Córrego, 2022.